# The Village of Indian Hill, Ohio
The Village of Indian Hill là một thành phố thuộc quận Hamilton, tiểu bang Ohio, Hoa Kỳ. Năm 2010, dân số của thành phố này là 5785 người.

## Dân số
- Dân số năm 2000: 5907 người.
- Dân số năm 2010: 5785 người.